# Златна палмова цивета
Златната палмова цивета (Paradoxurus zeylonensis) е палмова цивета, ендемична за Шри Ланка. Вписана е като уязвим вид в Червения списък на световнозастрашените видове. Разпространението ѝ е силно фрагментирано и степента и качеството на местообитанието ѝ в хълмистите райони на Шри Ланка намаляват.
Златната палмова цивета е описана от Петер Симон Палас през 1778 г.

## Таксономия
Viverra zeylonensis е научното наименование, предложено от Петер Симон Палас през 1778 г. за екземпляр палмова цивета от Шри Ланка. Между 19-и и началото на 21-ви век са описани няколко зоологически екземпляра, включително:
- Paradoxurus aureus от Фредерик Кювие през 1822 г.[4][5]
- Paradoxurus montanus от Едуард Фредерик Келарт през 1852 г., който описва кафява палмова цивета от планините на Шри Ланка, която смята за разновидност на златната палмова цивета.[6]
- Paradoxurus stenocephalus от Колин Гроувс и колеги през 2009 г., които описват златистокафяв екземпляр от сухата зона на Шри Ланка. Те предлагат P. montanus, P. aureus и P. stenocephalus да се разглеждат като отделни видове въз основа на цвета на козината и размера на черепа на екземплярите.[7]

Генетичният анализ показва, че екземплярите от P. montanus, P. aureus и P. stenocephalus споделят един и същ хаплотип. Поради слабата им генетична разлика те не трябва да се считат нито за отделни видове, нито за подвидове, а за младши синоними на златната палмова цивета.

## Характеристики
Златната палмова цивета е златисто до златистокафява от горната страна и по-бледо златиста от корема. Индивидите варират от тъмна сепия до охра, ръждиво или златисто-кафяво. Върховете на контурните косми често са лъскави, понякога сивкави. Краката са приблизително със същия цвят като гърба, но опашката и лицевата част понякога са забележимо по-бледи, кафяво-сиви. Муцунката няма шарка, а вибрисите са мръсно бели. Козината пред раменете расте напред отстрани на врата и тила към главата. Гръбната шарка се състои от бледи ивици и петна, които са малко по-тъмни от основния цвят. Долната страна на тялото е малко по-бледа и понякога по-сива от горната. Златната палмова цивета има два типа – златист и тъмнокафяв. Екземплярите от планинските райони са по-тъмни, леко сивкаво оцветени в дървесно-кафяв цвят и по-бледи отдолу с жълтеникаво-бял връх на опашката.
Заоблените уши имат ръбове без косми. Очите са големи с вертикални зеници.

## Разпространение и местообитание
Златната палмова цивета обитава равнинни дъждовни гори, планински вечнозелени гори, както и гъсти мусонни гори.
Златната палмова цивета е зависима от горите, но е толерантна към дребни промени в местообитанията, доколкото остават непрекъснати гори. Видът е дървесен, нощен и самотен; диетата му се състои от плодове, безгръбначни и широка гама от малки гръбначни животни.

## В културата
В Шри Ланка златната палмова цивета се нарича „пани угудува“ (на синхалски: පැනි උගුඩුවා), „сапумал калавадха“ (на синхалски: සපුමල් කලවැද්දා) или „ранхотамбува“ (на синхалски: රන් හොතබුවා)/„хотамбува“ (на синхалски: හොතබුවා), от синхалоговорещата общност. И златните, и азиатските палмови цивети понякога се наричат колективно „калаведа“ на синхалски и „маранаи“ (மரநாய்) на тамилски.
Тази цивета присъства на пощенската марка на Шри Ланка от 3 рупии. На марката обаче е отбелязана като „златна палмова котка“. 